# قائمة قتلى مجزرة القيادة العامة
هذهِ قائمة بأسماء قتلى مجزرة القيادة العامة في العاصمة السودانية الخرطوم في الثالث من يونيو/حزيران من عام 2019. تضمّ هذه القائمة أسماء القتلى وأعمارهم وتاريخ ومكان الوفاة وَكذا السبب وهي قائمة مُجمَّعة من عدّة مصادر على رأسها ما وردَ في مقالة نُشرت على موقع ميدل إيست آي بالإضافةِ إلى تجميع أسماء أخرى من البيانات التي كانت تنشرها المستشفيات خِلال فترة فض الاعتصام وما بعده.
| الترتيب | الاسم                            | تاريخ الوفاة    | العُمر     | المستشفى                    | سبب الوفاة                                     |
| ------- | -------------------------------- | --------------- | --------- | --------------------------- | ---------------------------------------------- |
| 1       | عبد السلام عادل سلام             | 3 يونيو/حزيران  | 25 سنة    | مستشفى المعلم               | إصابة مباشرة بطلق ناري                         |
| 2       | مجتبى صلاح أحمد أحمد الهادي      | 3 يونيو/حزيران  | لا بيانات | عيادة خاصّة                  | إصابة مباشرة بطلق ناري                         |
| 3       | علي محمد النور                   | 3 يونيو/حزيران  | 25 سنة    | مستشفى المعلم               | إصابة مباشرة بطلق ناري                         |
| 4       | سيد محمد سيد                     | 3 يونيو/حزيران  | 39 سنة    | مستشفى إبراهيم مالك         | إصابة مباشرة بطلق ناري                         |
| 5       | محمد هاشم صلاح مطر               | 3 يونيو/حزيران  | 26 سنة    | غير معروف                   | إصابة مباشرة بطلق ناري                         |
| 6       | صلاح الدين عبد الرحمن طه         | 3 يونيو/حزيران  | 26 سنة    | مستشفى المعلم               | إصابة مباشرة بطلق ناري                         |
| 7       | النعمان رجب كافي                 | 3 يونيو/حزيران  | 29 سنة    | مستشفى بشاير                | إصابة مباشرة بطلق ناري                         |
| 8       | أحمد محمد الفقي                  | 3 يونيو/حزيران  | 29 سنة    | مستشفى المعلم               | إصابة مباشرة بطلق ناري                         |
| 9       | فايزة أحمد عثمان                 | 3 يونيو/حزيران  | 60 سنة    | مستشفى الجودة               | إصابة مباشرة بطلق ناري                         |
| 10      | مراد التيجاني محمد حاج الخضر     | 3 يونيو/حزيران  | 6 سنوات   | مستشفى الزهاري              | إصابة مباشرة بطلق ناري                         |
| 11      | حذيفة محمد عبد الله              | 3 يونيو/حزيران  | 15 سنة    | مستشفى المعلم               | إصابة مباشرة بطلق ناري                         |
| 12      | معتصم سيف الدين                  | 3 يونيو/حزيران  | 18 سنة    | مستشفى رويال كير            | إصابة مباشرة بطلق ناري                         |
| 13      | فيصل عبد العزيز عبد الله         | 3 يونيو/حزيران  | 38 سنة    | مستشفى رويال كير            | إصابة مباشرة بطلق ناري                         |
| 14      | عباس فرح عباس                    | 3 يونيو/حزيران  | 27 سنة    | مستشفى رويال كير            | إصابة مباشرة بطلق ناري                         |
| 15      | إسماعيل علي عبد الهادي           | 3 يونيو/حزيران  | 42 سنة    | مستشفى رويال كير            | إصابة مباشرة بطلق ناري                         |
| 16      | آدم الدومة                       | 3 يونيو/حزيران  | 40 سنة    | مستشفى المعلم               | إصابة مباشرة بطلق ناري                         |
| 17      | محمد عبد الله الأمير             | 3 يونيو/حزيران  | 22 سنة    | مستشفى العرابين التخصّصي     | إصابة مباشرة بطلق ناري                         |
| 18      | إبراهيم مختار                    | 3 يونيو/حزيران  | 28 سنة    | مستشفى القوات المُسلّحة       | إصابة مباشرة بطلق ناري                         |
| 19      | عثمان محمود                      | 3 يونيو/حزيران  | 28 سنة    | مستشفى القوات المسلحة       | إصابة مباشرة بطلق ناري                         |
| 20      | حنفي عبد الشكور حنفي             | 3 يونيو/حزيران  | 22 سنة    | مستشفى القوات المسلحة       | ضُرب ثمّ دُهس بشاحنة عسكريّة                       |
| 21      | خاطر حسين خاطر                   | 3 يونيو/حزيران  | 21 سنة    | مستشفى العرابين التخصصي     | إصابة مباشرة بطلق ناري                         |
| 22      | عثمان محمد قاسم السيّد            | 3 يونيو/حزيران  | 20 سنة    | مستشفى القوات المسلّحة       | إصابة مباشرة بطلق ناري                         |
| 23      | منذر يوسف الأمين                 | 3 يونيو/حزيران  | 28 سنة    | مستشفى القوات المسلحة       | إصابة مباشرة بطلق ناري                         |
| 24      | عبد الوهاب السيّد                 | 3 يونيو/حزيران  | 54 سنة    | مستشفى محمد بن راجح الصالحي | إصابة مباشرة بطلق ناري                         |
| 25      | سعد منصور                        | 3 يونيو/حزيران  | 20 سنة    | ليبيا أم درامان             | إصابة مباشرة بطلق ناري                         |
| 26      | عمرو إبراهيم                     | 3 يونيو/حزيران  | 25 سنة    | مستشفى آسيا                 | ضُرب حتى الموت                                  |
| 27      | عُدّي بشير نوري                    | 3 يونيو/حزيران  | 14 سنة    | مستشفى العرابين التخصصي     | إصابة مباشرة بطلق ناري                         |
| 28      | وليد بخيت الطيّب                  | 3 يونيو/حزيران  | 35 سنة    | مستشفى القوات المسلّحة       | إصابة مباشرة بطلق ناري                         |
| 29      | إبراهيم موسى                     | 3 يونيو/حزيران  | 35 سنة    | مستشفى القوات المسلحة       | إصابة مباشرة بطلق ناري                         |
| 30      | عثمان إبراهيم حسين               | 3 يونيو/حزيران  | لا بيانات | مستشفى بشاير                | لا بيانات                                      |
| 31      | مدثر إدريس محمد زين              | 3 يونيو/حزيران  | 26 سنة    | مستشفى بشاير                | إصابة مباشرة بطلق ناري                         |
| 32      | فاروق أحمد                       | 3 يونيو/حزيران  | 32 سنة    | مستشفى التميّز               | لا بيانات                                      |
| 33      | عثمان صادق                       | 3 يونيو/حزيران  | 16 سنة    | مستشفى الإنجاز              | لا بيانات                                      |
| 34      | محمد فتحي علي إبراهيم            | 3 يونيو/حزيران  | 13 سنة    | مستشفى القوات المسلحة       | لا بيانات                                      |
| 35      | شخصٌ غير معروف                    | 3 يونيو/حزيران  | لا بيانات | مستشفى أم درمان             | لا بيانات                                      |
| 36      | مهند الحاج                       | 3 يونيو/حزيران  | 15 سنة    | مستشفى المعلم               | لا بيانات                                      |
| 37      | شخصٌ غير معروف                    | 3 يونيو/حزيران  | لا بيانات | مستشفى المعلم               | لا بيانات                                      |
| 38      | شخصٌ غير معروف                    | 3 يونيو/حزيران  | لا بيانات | مستشفى أم درمان             | إصابة بطلقٍ ناري مباشر ثمّ رُميت جثته في النهر    |
| 39      | شخصٌ غير معروف                    | 3 يونيو/حزيران  | لا بيانات | مستشفى رويال كير            | لا بيانات                                      |
| 40      | شخصٌ غير معروف                    | 3 يونيو/حزيران  | لا بيانات | مستشفى رويال كير            | لا بيانات                                      |
| 41      | شخصٌ غير معروف                    | 3 يونيو/حزيران  | لا بيانات | ميدان الاعتصام              | لا بيانات                                      |
| 42      | أحمد جعفر مصطفى                  | 3 يونيو/حزيران  | لا بيانات | ميدان الاعتصام              | سببٌ غير معروف                                  |
| 43      | عواد سيّد                         | 3 يونيو/حزيران  | لا بيانات | الدروشاب                    | إصابة مباشرة بطلق ناري ثمّ تم رمي جثثه في النهر |
| 44      | محمود أحمد عبد القيوم            | 3 يونيو/حزيران  | لا بيانات | ميدان الاعتصام              | سببٌ غير معروف                                  |
| 45      | ياسر                             | 3 يونيو/حزيران  | لا بيانات | مستشفى شرق النيل            | إصابة مباشرة بطلق ناري                         |
| 46      | نادر الوسيلة                     | 3 يونيو/حزيران  | لا بيانات | مستشفى شرق النيل            | إصابة مباشرة بطلقٍ ناريّ                         |
| 47      | رنا جون (كانت حَامِل)              | 3 يونيو/حزيران  | لا بيانات | مستشفى رويال كير            | إصابة مباشرةٌ بطلق ناري                         |
| 48      | مصطفى تاج محمّد عثمان             | 4 يونيو/حزيران  | 19 سنة    | مستشفى راباك                | إصابة مباشرة بطلق ناري                         |
| 49      | آدم يوسف                         | 4 يونيو/حزيران  | 19 سنة    | مستشفى راباك                | إصابة مباشرة بطلق ناري                         |
| 50      | الحاج سليمان                     | 4 يونيو/حزيران  | 16 سنة    | مستشفى راباك                | إصابة مباشرة بطلق ناري                         |
| 51      | معز عبد الله                     | 4 يونيو/حزيران  | 20 سنة    | مستشفى راباك                | إصابة مباشرة بطلق ناري                         |
| 52      | أيوب محمد أكبر                   | 4 يونيو/حزيران  | 20 سنة    | مستشفى راباك                | إصابة مباشرة بطلقٍ ناري                         |
| 53      | ناجي عيسى                        | 4 يونيو/حزيران  | 8 سنوات   | مستشفى راباك                | إصابة مباشرة بطلق ناري                         |
| 54      | مهند محمد فؤاد                   | 4 يونيو/حزيران  | 14 سنة    | هليت كوكو                   | إصابة مباشرة بطلق ناري                         |
| 55      | هيثم أنوار                       | 4 يونيو/حزيران  | 15 سنة    | مستشفى رويال كير            | إصابة مباشرة بطلق ناري                         |
| 56      | مصعب سعيد                        | 4 يونيو/حزيران  | 23 سنة    | مستشفى بشاير                | إصابة مباشرة بطلق ناري                         |
| 57      | محمد عادل محمود فاضل المولى سعيد | 4 يونيو/حزيران  | 32 سنة    | مستشفى بيست كير             | إصابة مباشرة بطلق ناري                         |
| 58      | عز الدين محمد بشرى               | 4 يونيو/حزيران  | 41 سنة    | مستشفى بشاير                | ضُرب حتى الموت                                  |
| 59      | صادق الحاج أحمد أكبر             | 4 يونيو/حزيران  | 17 سنة    | مستشفى بشاير                | ضُرب حتى الموت                                  |
| 60      | عمر محمّد حسين                    | 4 يونيو/حزيران  | 23 سنة    | لا بيانات                   | ضُرب حتى الموت                                  |
| 61      | الأمين إسماعيل الأمين            | 4 يونيو/حزيران  | 27 سنة    | مستشفى أم بادا              | إصابة مباشرة بطلق ناري                         |
| 62      | حسام سيّد                         | 4 يونيو/حزيران  | 40 سنة    | مستشفى بيست كير             | إصابة مباشرة بطلق ناري                         |
| 63      | لاوال ويليام                     | 4 يونيو/حزيران  | لا بيانات | لا بيانات                   | إصابة مباشرة بطلق ناري                         |
| 64      | جدو محمّد بركة                    | 5 يونيو/حزيران  | 22 سنة    | مستشفى بيست كير             | ضُرب حتى الموت                                  |
| 65      | مجاهد جمعة رمضان                 | 5 يونيو/حزيران  | 24 سنة    | مستشفى شرق النيل            | ضُرب حتى الموت                                  |
| 66      | محمد السر خميس إبراهيم           | 5 يونيو/حزيران  | 22 سنة    | مستشفى بشاير                | ضُرب حتى الموت                                  |
| 67      | أمير آدم يوسف عبد الكريم         | 5 يونيو/حزيران  | 17 سنة    | مستشفى بشاير                | ضُرب حتى الموت                                  |
| 68      | جمعة إسماعيل أحمد شرف الدين      | 5 يونيو/حزيران  | 35 سنة    | مستشفى بشاير                | ضُرب حتى الموت                                  |
| 69      | محمّد إدريس جدو                   | 5 يونيو/حزيران  | 24 سنة    | مستشفى القوات المسلّحة       | إصابة مباشرة بطلق ناري                         |
| 70      | بدر الدين ربيع محمّد علي          | 5 يونيو/حزيران  | لا بيانات | مستشفى أم درمان             | إصابة مباشرة بطلق ناري ورُميت جثثه في النهر     |
| 71      | شخصٌ غير معروف                    | 5 يونيو/حزيران  | لا بيانات | مستشفى أم درمان             | إصابة مباشرة بطلقٍ ناري                         |
| 72      | شخصٌ غير معروف                    | 5 يونيو/حزيران  | لا بيانات | مستشفى أم درمان             | إصابة مباشرة بطلقٍ ناري                         |
| 73      | صابر التيجاني عبد الرحمن         | 5 يونيو/حزيران  | لا بيانات | لا بيانات                   | إصابة مباشرة بطلقٍ ناري                         |
| 74      | النذير عبد الرحمن                | 5 يونيو/حزيران  | لا بيانات | لا بيانات                   | إصابة مباشرة بطلقٍ ناري                         |
| 75      | شخصٌ غير معروف                    | 5 يونيو/حزيران  | لا بيانات | مستشفى أم درمان             | إصابة مباشرة بطلقٍ ناري ثم رميت جثثه في النهر   |
| 76      | ياسر علي محمد عبد الله           | 5 يونيو/حزيران  | لا بيانات | مستشفى أم درمان             | إصابة مباشرة بطلقٍ ناري ثم رميت جثثه في النهر   |
| 77      | شخصٌ غير معروف                    | 5 يونيو/حزيران  | لا بيانات | لا بيانات                   | إصابة مباشرة بطلقٍ ناري                         |
| 78      | مجاهد عز الدين                   | 5 يونيو/حزيران  | لا بيانات | مستشفى الشفاء               | إصابة مباشرة بطلقٍ ناري                         |
| 79      | عثمان سعيد محمّد                  | 5 يونيو/حزيران  | لا بيانات | لا بيانات                   | إصابة مباشرة بطلقٍ ناري                         |
| 80      | محمّد المجتبى عبد الرحمن          | 5 يونيو/حزيران  | لا بيانات | لا بيانات                   | إصابة مباشرة بطلقٍ ناري ثم رميت جثثه في النهر   |
| 81      | مصطفى سليمان عبد الله            | 5 يونيو/حزيران  | لا بيانات | مستشفى أم درمان             | إصابة مباشرة بطلقٍ ناري                         |
| 82      | علي فاضل علي                     | 5 يونيو/حزيران  | لا بيانات | مستشفى أم درمان             | إصابة مباشرة بطلقٍ ناري                         |
| 83      | علي صابون حسن                    | 5 يونيو/حزيران  | لا بيانات | مستشفى أم بادا              | إصابة مباشرة بطلقٍ ناري                         |
| 84      | صادق إبراهيم عثمان               | 5 يونيو/حزيران  | لا بيانات | مستشفى القوات المسلّحة       | إصابة مباشرة بطلقٍ ناري                         |
| 85      | شخصٌ غير معروف                    | 5 يونيو/حزيران  | لا بيانات | مستشفى القوات المسلّحة       | إصابة مباشرة بطلقٍ ناري ثم رميت جثثه في النهر   |
| 86      | محمّد تاج السر محمّد               | 6 يونيو/حزيران  | لا بيانات | مستشفى بشاير                | ضُرب حتى الموت                                  |
| 87      | عبد العزيز سيّد أمين              | 6 يونيو/حزيران  | لا بيانات | مستشفى شرق النيل            | ضُرب حتى الموت                                  |
| 88      | مُبَارك آدم                        | 6 يونيو/حزيران  | لا بيانات | أم بادا                     | إصابة مباشرة بطلق ناري                         |
| 89      | عصام محمد نور                    | 7 يونيو/حزيران  | لا بيانات | قُتل داخل منزله في أم بادا   | ضُرب حتى الموت                                  |
| 90      | عمرو أنس محمّد                    | 8 يونيو/حزيران  | لا بيانات | أم درمان                    | إصابة مباشرة بطلق ناري                         |
| 91      | وليد عبد الرحمن سالم             | 8 يونيو/حزيران  | 37 سنة    | بحري                        | إصابة مباشرة بطلق ناري                         |
| 92      | أيمن أسامة                       | 9 يونيو/حزيران  | 17 سنة    | مستشفى أم درمان             | إصابة مباشرة بطلق ناري                         |
| 93      | جابر الله محمّد المولى            | 7 يونيو/حزيران  | 20 سنة    | مستشفى أم درمان             | ضُرب حتى الموت                                  |
| 94      | محمّد المولى                      | 7 يونيو/حزيران  | 18 سنة    | مستشفى أم درمان             | ضُرب حتى الموت                                  |
| 95      | تاج الدين الأول درمان            | 7 يونيو/حزيران  | 30        | مستشفى أم درمان             | ضُرب حتى الموت                                  |
| 96      | محمد سليمان                      | 7 يونيو/حزيران  | لا بيانات | مستشفى أم درمان             | إصابة مباشرة بطلق ناري                         |
| 97      | محمد عبد الله محمد               | 8 يونيو/حزيران  | 21 سنة    | مستشفى أم درمان             | إصابة مباشرة بطلق ناري                         |
| 98      | إبراهيم صالح عُمر                 | 8 يونيو/حزيران  | لا بيانات | مستشفى أم درمان             | ضُرب حتى الموت                                  |
| 99      | عثمان إبراهيم إسحاق القوني       | 10 يونيو/حزيران | 12 سنة    | مستشفى أم درمان             | ضُرب حتى الموت                                  |
| 100     | الحسن                            | 10 يونيو/حزيران | لا بيانات | مستشفى رويال كير            | ضُرب حتى الموت                                  |
| 101     | صامويل إيمانويل                  | 10 يونيو/حزيران | لا بيانات | لا بيانات                   | لا بيانات                                      |
| 102     | حسن يوسف                         | 10 يونيو/حزيران | 21 سنة    | مستشفى أم درمان             | ضُرب حتّى الموت                                  |
| 103     | مجدي آدم بابكر                   | 10 يونيو/حزيران | 22        | مستشفى بشاير                | إصابة مباشرة بطلق ناري                         |
| 104     | المعز سليمان                     | 10 يونيو/حزيران | لا بيانات | مستشفى رويال كير            | إصابة مباشرة بطلقٍ ناريّ                         |